# タングラ北駅
タングラ北駅（タングラきたえき、中国語：唐古拉北站）は中華人民共和国青海省海西モンゴル族チベット族自治州ゴルムド市タングラ山鎮にある青蔵鉄道の鉄道駅。中国鉄路青蔵集団公司が管理している。現在、当駅に停車する列車はない。また、隣駅のタングラ駅に次いで世界で二番目に標高の高い場所にある鉄道駅となっている。

## 歴史
- 2006年7月1日に開業[4]。

## 駅周辺
- タンラ山脈

## 隣の駅
中国国鉄
青蔵鉄道
布強格駅 - タングラ北駅 - タングラ駅